# José Barroso Chávez
José Barroso Chávez (Città del Messico, 3 giugno 1925 – Città del Messico, 5 febbraio 2008) è stato un imprenditore messicano.
È stato il nono presidente della Federazione Internazionale delle Società di Croce Rossa e Mezzaluna Rossa dal 1965 al 1977 ed il primo sudamericano a ricoprire questa carica.

## Biografia
José Barroso Chávez nasce a Città del Messico il 3 giugno del 1925. Si laurea a La Salle University ed inizia la sua carriera lavorativa come uomo d'affari. Fin dal 1959 è ai vertici della Croce Rossa Messicana, di cui diventa presidente nel 1964 mantenendo la carica fino al 1970. Viene eletto presidente della Federazione nel 1965 e riconfermato successivamente ad Istanbul nel 1969 e a Teheran nel 1973.